# Pietro Lappi
Pietro Lappi (* um 1575 in Florenz; † um 1630 in Brescia) war ein italienischer Komponist des Frühbarock.

## Leben
Pietro Lappi Mitglied des religiösen Ordens Congregatione Fiesolana, und ab 1593 Kapellmeister an der Basilika Santa Maria delle Grazie in Brescia. Er komponierte in erster Linie Sakralmusik. Eine Ausnahme bildet sein 1616 in Venedig gedrucktes Op. 9, mit 22 Canzoni da suonare a 4 - 13 stromenti, Libro 1, hierbei handelt es sich um Instrumentalwerke im Stil der Brescia-Schule. Eine 1613 veröffentlichte Sammlung mit Messen, enthält sowohl Werke im Stil der Spätrenaissance, als auch im frühbarocken Stil, dem sogenannten Stile moderno.
Pietro Lappi widmete 1621 dem Salzburger Fürstbischof Paris von Lodron den Psalm 112, Laudate pueri –  zu 16 Stimmen aus „Salmi a tre e quatro chori concertati“ für vier vierstimmige Chöre, Zinken, Posaunen, Violinen, Violen und Basso continuo. Für diese Besetzung bot der Salzburger Dom mit seinen vier Musikemporen eine ideale Aufführungsmöglichkeit.

## Quelle
- Marco Bizzarini: LAPPI, Pietro. In: Mario Caravale (Hrsg.): Dizionario Biografico degli Italiani (DBI). Band 63: Labroca–Laterza. Istituto della Enciclopedia Italiana, Rom 2004.